# Nahir (pel·lícula)
Nahir és una pel·lícula argentina de suspens policial i drama de 2024. Dirigida per Hernán Guerschuny, escrita per Sofía Wilhelmi i protagonitzada per Valentina Zenere i Simón Hempe, amb els intèrprets César Bordón, Mónica Antinòupolis i Nacho Gadano. La pel·lícula està basada en un fet real conegut com el Cas Nahir Galarza, que va ocórrer l'any 2017 a la ciutat de Gualeguaychú, província d'Entre Ríos, l'Argentina. Nahir Galarza, de dinou anys, va ser condemnada a cadena perpètua per homicidi agreujat pel vincle, en ser acusada d'assassinar a la seva parella, Fernando Pastorizzo, de vint anys.
La pel·lícula es va estrenar mundialment a la plataforma de vídeo Prime Vídeo el 22 de maig de 2024.

## Sinopsi
El 2017, es va produir un dels crims més commocionants dels últims anys de la història policial recent a l'Argentina. Nahir Galarza, una jove de dinou anys, va ser acusada i condemnada per assassinar al seu xicot, Fernando Pastorizzo, de vint anys, convertint-se així en la dona més jove de la història del país a ser sentenciada a cadena perpètua.

## Repartiment
Nota: Els noms d'alguns personatges es van canviar per motius dramatúrgics o de dret; els noms reals es troben entre parèntesis.
- Valentina Zenere com a Nahir Galarza
- Simón Hempe com a Federico (inspirat en Fernando Pastorizzo)
- César Bordó com a Marcelo Galarza
- Mónica Antonópulos com a Yamina Kroh
- Felipe Canullan Weise com a Aaron Galarza
- Ramiro Vayo com a Tarelli
- Nacho Gadano com a Jorge Zonzini
- Darío Levy com a Suárez Lorente
- Pedro Risi com a Barreiro
- Mariel Neira com a Vanesa
- Sasha Falcke com a Gessamí
- Juan Eriji Weil com a Pedro
- Narella Clausen com a Vito
- Ana Waisbein com a Romina Castro
- Pilar Fridman com a Malenita Veiro
- Stephanie Troiano com a Organitzadora
- Martín Taboada com a Raúl
- Gisela Esquivel com a Sabrina
- Magdalena Peña com a Daiana (tia Nahir)
- Abril Vergara com a Agustina (cosina Nahir)
- Santiago Riva Roy com a Ezequiel Leguizamón
- Gastón Chamorro com a Jutge
- Maite Velo com a Irene Velo
- Paula Carruega com Malena Fazio
- Pitxi Carol com Macarena
- Fernando Marró com a oncle Nahir

## Producció i rodatge
La pel·lícula és una coproducció de Zeppelin Studio, Prime Vídeo, MGM i el INCAA.
El 4 de juny de 2023, es van publicar les primeres imatges de la pel·lícula a les xarxes socials de la plataforma Prime Vídeo, al costat d'un vídeo de pocs segons en què apareix Zenere protagonitzant Nahir Galarza. El juliol del mateix any, es va saber que la pel·lícula s'havia començat a rodar. Mesos més tard, es va saber que pel rodatge de la pel·lícula es van haver de recrear els escenaris de Gualeguaychú en un altre lloc, degut al rebuig per part dels habitants de la ciutat.
El març de 2024, es va filtrar per mitjà de la xarxa social Instagram el fulletó promocional de la pel·lícula en diversos comptes propietat de diversos mitjans de comunicació.

## Estrena
La pel·lícula es va estrenar en Prime Vídeo el 22 de maig de 2024.

## Recepció

### Comentaris de la crítica
Marcelo Stiletano de La Nació va assenyalar que la pel·lícula relata la història de Nahir Galarza «amb cautela, prolixitat i una mirada pròxima al melodrama costumista», en la qual va elogiar les interpretacions de Zenere i Bordó, assegurant que la primera «encarna a Nahir amb una gran aplicació, disciplina i molt compromís», mentre que el segon ofereix una «magnífica personificació de Marcelo Galarza» i «treballa amb extraordinària eficàcia la corda més complexa de la personalitat d'un home potencialment violent».
En una ressenya per a la Veu de l'Interior, Diego Tabachnik va escriure que Nahir és «correcta en el seu desenvolupament, però es queda en la superfície dels seus personatges», no obstant això, va esmentar que el film es destaca en «totes les rúbriques tècniques i en les actuacions en general, i el drama no té estridències però tampoc punts alts».